# العصر الكلاسيكي اليوناني

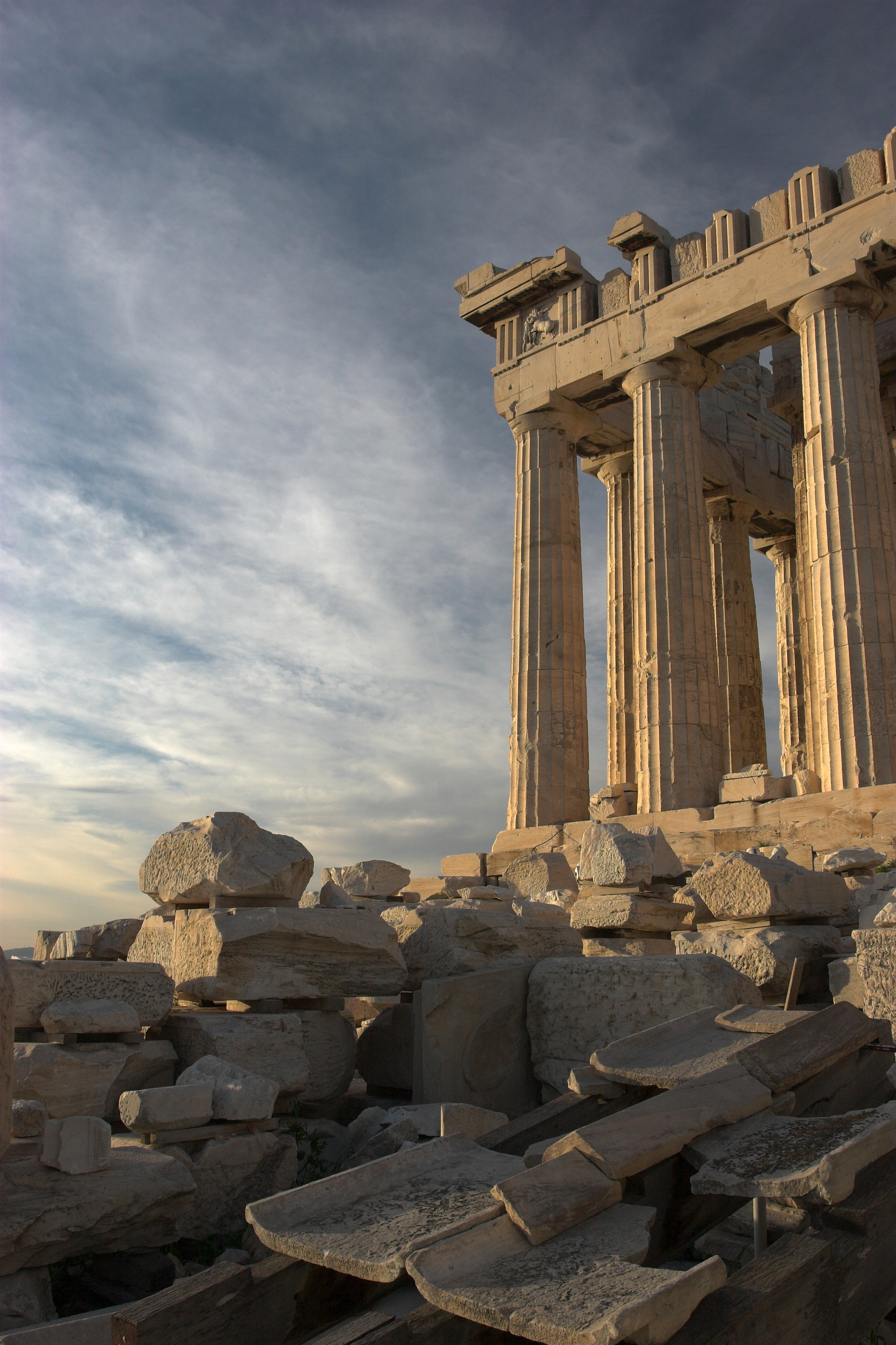
البارثينون في أثينا، معبد للإلهة أثينا.

العصر الكلاسيكي اليوناني هي فترة زمنية مدتها نحو 200 عام في الحضارة اليونانية (أي القرنين الخامس والرابع قبل الميلاد). شهدت هذه الفترة ضم الكثير من اليونان الحديثة من قبل الإمبراطورية الأخمينية ثم استقلالها اللاحق. كان لليونان الكلاسيكية تأثيرًا قويًا على الإمبراطورية الرومانية وعلى أسس الحضارة الغربية. الكثير من السياسات الغربية الحديثة والفكر الفني (العمارة اليونانية والنحت) والفكر العلمي والمسرح الإغريقي والأدب والفلسفة اليونانية مستمدة من هذه الفترة من التاريخ اليوناني. وفي سياق الفن والعمارة وثقافة اليونان القديمة، تقابل الفترة الكلاسيكية تاريخيًا معظم القرنين الخامس والرابع قبل الميلاد (أشهر التواريخ فيها: سقوط آخر طاغية في عام 510 قبل الميلاد وموت الإسكندر الأكبر في عام 323 قبل الميلاد). ولذلك تُعد الفترة الكلاسيكية تابعة للعصور المظلمة اليونانية واليونان العتيقة، ونجحت بدورها في العصر الهلنستي.

## القرن الخامس قبل الميلاد
دُرسَ هذا القرن بشكل أساسي من منظور أثينا فقد تركت لنا الكثير من الروايات والمسرحيات وغيرها من الأعمال المكتوبة على عكس غيرها من المدن مثل مدينة بوليس. امتدت الفترة المشار إليها باسم القرن الخامس قبل الميلاد قليلاً في القرن الرابع قبل الميلاد وفقًا لمنظور الحضارة الأثينية في اليونان الكلاسيكية. وقد يعتبر المرء أن أول حدثٍ مهمٍ في هذا القرن كان في عام 508 قبل الميلاد، هو سقوط آخر طاغية وظهور إصلاحات كليسينثيس. بدأت الرؤية الأوسع للعالم اليوناني بعد الثورة الإيونية في عام 500 قبل الميلاد، وهو الحدث الذي أثار الغزو الفارسي اليوناني الأول في عام 492 قبل الميلاد. هُزم الفرس في عام 490 قبل الميلاد. باءت محاولة غزو الفرس الثانية لليونان، بين عاميّ 481-479 ، بالفشل أيضًا، رغم تجاوزهم للجزء الأكبر من اليونان الحديثة (شمال برزخ كورنث) في مرحلة حرجة خلال الحرب التي تلت معركة ترموبيل ومعركة أرطيميسيوم. ثم تشكّل الحلف الديلي، تحت سيطرة أثينا ليكون بمثابة أداة لها. تسبب الفساد في أثينا بحدوث العديد من الثورات بين المدن المتحالفة، والتي قُمِعت بالقوة، لكن الديناميكية في أثينا أيقظت مدينة أسبرطة (سبارتا) وأحدثت الحرب البيلوبونيسية في عام 431 قبل الميلاد. عمَّ السلام لفترة قصيرة؛ ثم استؤنفت الحرب لصالح مدينة سبارتا. هُزمت أثينا نهائيًا في عام 404 قبل الميلاد، وتسببت الثورات الداخلية في أثينا بوضع نهاية القرن الخامس قبل الميلاد في اليونان.
كان لمدينة سبارتا منذ بدايتها حكومة ثنائية. وهذا يعني وجود ملكين يحكمان سويةً طوال تاريخها، وقد تولّى كلاهما الحكم وراثيًا. تأتي الأصول الوراثية لهاتين السلالتين وفقًا للأسطورة من إوريسثينيس وبروكليس، وهما من نسل هرقل. وقيل إنهم احتلوا سبارتا بعد جيلين من حرب طروادة.

## أثينا تحت حكم كليثينيس
في عام 510 قبل الميلاد، ساعد الجيش الإسبارطي الأثينيين على الإطاحة بملكهم الطاغية هيبياس الأثيني ابن بيسيستراتوس . أعطى كليومينس الأول ملك سبارتا، الحكم للأقلية المؤيدة للإسبارطة بقيادة إيساغوراس. لكن سيطر منافسه كليسثنيس، بدعم ومساعدة الطبقة الوسطى والديمقراطيين. تدخل كليومينس بين عامي 508 و 506 قبل الميلاد، لكنه لم يستطع إيقاف كليسثنيس، الذي نال دعم الأثينيين. ووهب الناس من خلال إصلاحاته - حقوقًا متساوية لجميع المواطنين (رغم أن الرجال كانوا فقط هم المواطنين) – وأسس الأوستراكية.
نظمت الديمقراطية المساواتية والإيزورية (حرية التعبير المتساوية) لأول مرة في أكثر من 130 مدينة، وأصبحت العنصر المدني الأساسي. مارس 10000 مواطن سلطتهم كأعضاء في الجمعية، برئاسة مجلس مكوَّن من 500 مواطن وكان اختيارهم عشوائيًا.
أُعيدت صياغة الجغرافيا الإدارية للمدينة، بهدف إنشاء مجموعاتٍ سياسية مختلطة: غير محددة بالمصالح المحلية المرتبطة بالبحر أو المدينة أو الزراعة، والتي تُتخذ قراراتها (مثل إعلان الحرب) اعتمادًا على موقعها الجغرافي. قُسّمت أراضي المدينة أيضًا إلى ثلاثين قطاعًا على النحو التالي:
- عشرة قطاعات في المنطقة الساحلية.
- عشرة قطاعات في وسط المدينة.
- عشرة قطاعات في المناطق الريفية الداخلية.

تتألف القبيلة من ثلاث قطاعات، تُختار عشوائيًا، واحدة من كل مجموعة من المجموعات الثلاث. لذلك كانت كل قبيلة تعمل دائمًا في مصلحة القطاعات الثلاثة.
سمحت مجموعة الإصلاحات هذه بانتشار الديمقراطية بشكل واسع في الستينيات والخمسينيات من القرن الماضي.

## الحروب الفارسية
لم تتمكن المدن اليونانية في إيونية (ساحل بحر إيجة الحديث لتركيا)، التي تضمنت مراكز كبيرة مثل: ميليتوس وهاليكارناسوس، من الحفاظ على استقلالها وخضعت لحكم الإمبراطورية الفارسية في منتصف القرن السادس قبل الميلاد.  قام اليونانيون في تلك المنطقة بالثورة الإيونية في عام 499 قبل الميلاد، وأُرسلت المساعدات من قبل أثينا وبعض المدن اليونانية الأخرى لكنهم اضطروا إلى التراجع سريعًا بعد هزيمة معركة لاد في عام 494 قبل الميلاد. وعادت الأناضول تحت السيطرة الفارسية.
قاد الجنرال الفارسي ماردونيوس في عام 492 قبل الميلاد، حملةً على تراقيا ومقدونيا القديمة. وانتصر فيها فأخضع الأولى لحكمه مرةً أخرى وغزا الأخيرة، لكنه أُصيب بجروحٍ فأُجبر على التراجع إلى الأناضول. بالإضافة إلى ذلك، تحطم أسطوله المؤلف من 1200 سفينة خلال الحملة بسبب عاصفة قبالة ساحل جبل آثوس. قاد الجنرالات أرتافرنس وداتيس لاحقًا حملةً بحريةً ناجحةً على جزر بحر إيجة.
قام دارا الأول (داريوس) في عام 490 قبل الميلاد، بعد قمعه للثورة الأيونية، بإرسال أسطول فارسيّ لمعاقبة الإغريق. (لم يكن المؤرخون متأكدين من عدد الرجال تمامًا، لكن تتراوح التقديرات بأنهم كانوا بين 18000 إلى 100000 رجل). وصلوا إلى أرض أتيكا وكانوا يعتزمون الاستيلاء على أثينا، لكنهم هزموا في معركة ماراثون على يد جيش يوناني مكون من 9000 جندي من الهوبليت الأثينيين و 1000 من البلاتيين بقيادة الجنرال ملتيادس. واصل الأسطول الفارسي تقدّمه إلى أثينا، ولكن عندما وجدوها مُحصَّنة، قرروا عدم محاولة الاعتداء.
أرسل خليفة داريوس، خشايارشا الأول، في عام 480 قبل الميلاد، قواتٍ عسكرية مؤلفة من 300000 رجل عن طريق البر، مع دعمٍ بحري من 1207 سفينة، عبر جسر عائم مزدوج فوق مضيق الدردنيل. استولى الجيش على تراقيا، قبل وصولهم إلى ثيساليا وبويوتيا، بينما حاصرت القوات البحرية الفارسية الساحل وأعادت تجهيز القوات البرية. بعد أن تراجع ليونيداس الأول، الملك الأسبرطي، في معركة تيرموبيل (معركة اشتُهرت بمواجهة 300 جندي أسبرطي الجيش الفارسي بأكمله)، تقدم خشايارشا إلى أتيكا، واستولى على أثينا وأحرقها. أدت معركة أرطيميسيوم اللاحقة إلى الاستيلاء على جزيرة وابية، وهذا ما جعل معظم الأراضي اليونانية الموجودة شمال برزخ كورنث تحت السيطرة الفارسية. ومع ذلك، فقد أخلى الأثينيون مدينة أثينا عن طريق البحر، بقيادة ثيميستوكليس، وهزموا الأسطول الفارسي في معركة سلاميس 480) ق.م).
اكتُشِف مورد من الفضة الخام في لوريون (سلسلة جبال صغيرة بالقرب من أثينا) في 483 قبل الميلاد، خلال فترة السلام بين الغزاة الفارسيين، واستُخدم المئات من الأشخاص لبناء 200 سفينة حربية للقتال قرصنة أجانيطس. هُزم الإغريق بعد ذلك بعام الجيش الفارسي، تحت قيادة باوسانياس الأسبرطي، في معركة بلاتيا. ثم بدأ الفرس بالانسحاب من اليونان، ولم يحاولوا أبدًا الغزو مرة أخرى.
ثم تحول الأسطول الأثيني إلى مطاردة الفرس من بحر إيجة، وهزم أسطولهم بشكل حاسم في معركة ميكالي؛ ثم استولى الأسطول على بيزنطة في عام 478 قبل الميلاد.

## الحروب البيلوبونيسية
اندلعت الحرب بين أثينا وأسبرطة عام 431 قبل الميلاد، وتخطى الصراع حدود دولتين مدينتين إلى نزاع بين ائتلافين أو تحالفين مرتبطين بهما: الحلف الديلي بقيادة أثينا، والحلف البيلوبونيسي بقيادة أسبرطة.

### الحلف الديلي
نشأ الحلف الديلي من الحاجة إلى وجود جبهة موحدة لكل الدول المدن اليونانية ضد الغزو الفارسي. في عام 481 ق.م، التقت الدول لمدن اليونانية -بما فيها أسبرطة- في أول اجتماع رسمي من سلسلة من الجلسات التي سعت بقوة لتوحيد القوى اليونانية ضد الخطر المحدق بها من الغزو الفارسي. أُطلق على الائتلاف الناشئ من الاجتماع الرسمي الأول «الحلف الهيليني» الذي شمل أسبرطة. غزا الفرس تحت حكم خشایارشا بلاد اليونان في سبتمبر من عام 481 ق.م، لكن البحرية الأثينية هزمت الأسطول الفارسي. اندحرت القوى البرية الفارسية في معركة ترموبيل عام 480 ق.م في مواجهة قوى أصغر بكثير لم تتجاوز 300 أسبرطي و400 ثيفي و700 رجل من مدينة ثيثبيا البيوتية. غادر الفرس أراضي اليونان عام 479 ق.م بعد هزيمتهم في معركة بلاتيا.
كانت معركة بلاتيا آخر الصدامات في حرب خشایارشا على اليونان، ولم يحاول الفارسيون بعدها غزو الأراضي اليونانية. مع اختفاء هذا التهديد الخارجي، بدأت الانشقاقات تظهر في الجبهة الموحدة للحلف الهيليني، وفي عام 477 ق.م، أصبحت أثينا القائد الرسمي لائتلاف الدول المدن بعد خروج أسبرطة. اجتمع أعضاء هذا الائتلاف وأضفوا الطابع الرسمي على علاقاتهم في مدينة ديلوس المقدسة، وبالتالي أُطلق عليه تسمية «الحلف الديلي»، الذي أعلن أن هدفه الرسمي تحرير المدن اليونانية من الاحتلال الفارسي، لكن ظهر جليًا أن الحلف الديلي يمثل واجهةً تساعد أثينا في فرض هيمنتها على بحر إيجه.

### الحلف البيلوبونيسي (أو الأسبرطي)
نشأ الائتلاف المناهض للدول المدن اليونانية تحت قيادة أسبرطة، وازدادت أهميته مع انحسار التهديد الفارسي الخارجي. عُرف هذا الائتلاف بالحلف البيلوبونيسي، لكنه لم ينشأ استجابةً لأي تهديد خارجي (سواء كان فارسيًا أو غيره) على عكس الحلف الهيليني والديلي، بل كان بصريح العبارة أداةً في يد السياسة الأسبرطية بهدف تأمين حدودها وهيمنتها على شبه الجزيرة البيلوبونيسية. يمثل مصطلح «الحلف البيلوبونيسي» تسميةً مغلوطة، إذ لم يكن حلفًا بما تحمله الكلمة من معنًى، ولم يكن بيلوبونيسيًا أيضًا. لم يبد أن هناك تساويًا بين أعضائه، وهذا يناقض معنى كلمة «حلف»، وكان أغلبهم خارج شبه الجزيرة البيلوبونيسية. يُعد تعبيرا «الحلف الأسبرطي» و«الحلف البيلوبونيسي» مصطلحات حديثةً، ويشير المعاصرون لتلك الحقبة إلى ذاك الحلف بتسمية «أسبرطة وحلفائها».
يعود أصل الحلف في أسبرطة إلى الصراع الأسبرطي مع آرغوس، وهي مدينة أخرى في شبه الجزيرة البيلوبونيسية. في القرن السابع قبل الميلاد، هيمنت آرغوس على شبه الجزيرة، وحاول الآرغوسيون السيطرة على الجزء الشمالي الشرقي منها حتى أوائل القرن السادس قبل الميلاد. إن نهوض أسبرطة في القرن السادس قبل الميلاد أدخلها في صراع مع آرغوس، لكن مع هزيمة المدينة البيلوبونيسية «تاجيا» عام 550 قبل الميلاد وقهر الآرغوسيين عام 546 قبل الميلاد بدأت هيمنة الأسبرطيين بالتوسع خلف حدود مقاطعة لاكونيا.

### سلام الثلاثين عامًا
استمر الائتلافان بالنزاع على أهدافهما المختفلة مع نمو قواهما، وتحت تأثير الملك أرخيداموس الثاني (ملك أسبرطة المنحدر من سلالة يوريبونتيد بين عامي 476 و 427 قبل الميلاد)، أبرمت أسبرطة في نهاية صيف وأول خريف عام 445 ق.م اتفاقية أعوام السلم الثلاثين مع أثينا، وبدأ تطبيقها في الشتاء التالي عام 445 ق.م. قسمت هذه الاتفاقية اليونان رسميًا إلى منطقتين كبيرتين تحت سلطتين مختلفتين. وافقت أسبرطة وأثينا على البقاء ضمن نطاق السلطة الخاص بهما دون التدخل في المنطقة الأخرى، ورغم توقيع اتفاقية السلام، كان جليًا أن الحرب على وشك الوقوع. كانت أسبرطة مزدوجة الحكم في جميع مراحلها التاريخية حتى 221 قبل الميلاد، مع وجود ملكين يحكمانها في ذات الوقت. ينحدر الخط الأول للحكم الوراثي لملوك أسبرطة من سلالة يوريبونتيد، بينما ينتمي الملك الثاني إلى سلالة أجيداي. مع توقيع معاهدة أعوام السلم الثلاثين، شعر أرخيداموس الثاني بأنه نجح في منع أسبرطة من دخول الحرب مع جيرانها، لكن الحزب القوي الداعم للحرب في أسبرطة استلم السلطة بعد فترة قصيرة عام 431 ق.م وأجبر أرخيداموس الثاني على قرع طبول الحرب ضد الحلف الديلي. توفي أرخيداموس الثاني في عام 427 قبل الميلاد ليخلفه ابنه آغيس الثاني في اعتلاء عرش اليوريبونتيد في أسبرطة.

### أسباب الحرب البيلوبونيسية
تختلف الأسباب المباشرة للحرب البيلوبونيسية من وثيقة لأخرى، لكن المؤرخين القدماء أمثال ثوقيديدس وفلوطرخس اجتمعوا على عزوها إلى ثلاثة أسباب. قبل الحرب، دخلت كورنث وإحدى مستعمراتها «كركيرا» (حديثًا «كورفو») الحرب عام 435 قبل الميلاد لاستعادة مستعمرة إيبيدامنوس التابعة لكركيرا. رفضت أسبرطة التدخل في الصراع وحثت على تسويته بالتحكيم. في عام 433 قبل الميلاد، استجدت كركيرا دعم أثينا في الحرب، إذ كانت كورنث العدو التقليدي لأثينا، لكن لزيادة تحريض أثينا على التورط في الصراع، لفتتها كركيرا إلى مصلحتها في إقامة علاقات ودية معها، إذ ستنال ميزة استخدام المواقع الاستراتيجية في أراضيها ومستوطنة إيبيدامنوس على الشاطئ الشرقي للبحر الأدرياتيكي. وعدت كركيرا أثينا بمنحها سلطة استخدام أسطولها البحري، وهو ثالث أكبر الأساطيل في اليونان. كانت هذه الصفقة مرضيةً لأثينا ما أغراها بالقبول، وبالتالي وقعت تحالفًا دفاعيًا مشتركًا مع كركيرا.
في العام التالي، أي 432 ق.م، تنازعت كورنث وأثينا على سلطة بوتيديا (قرب نيا بوتيديا في الوقت الحالي)، ما قاد في النهاية إلى حصارها من قبل أثينا. بين عامي 434 و 433 ق.م، أصدرت أثينا «المراسيم الميغارية» التي فرضت عقوبات اقتصادية على الشعب الميغاري. اتهم الحلف البيلوبونيسي أثينا بانتهاك اتفاقية أعوام السلم الثلاثين عبر هذه الأعمال التي ذكرناها، وبالتالي أعلنت أسبرطة الحرب رسميًا على أثينا.
يرى العديد من المؤرخين أن هذا لا يمثل السبب الرئيس للحرب، بل يذهبون إلى أن الاستياء النامي من جهة أسبرطة وحلفائها من الهيمنة الأثينية على الشؤون اليونانية يمثل السبب الكامن وراء النزاع. استمرت الحرب 27 سنةً، ويعود هذا جزئيًا إلى أن أثينا (القوة البحرية) وأسبرطة (القوة العسكرية البرية) واجها صعوبات في مواجهة بعضهما.